# Estação Allende
A Estação Allende é uma das estações do Metrô da Cidade do México, situada na Cidade do México, entre a Bellas Artes e a Estação Zócalo. Administrada pelo Sistema de Transporte Colectivo, faz parte da Linha 2.
Foi inaugurada em 14 de setembro de 1970. Localiza-se no cruzamento da Rua Tacuba com a Rua Motolinía. Atende o bairro do Centro, situado na demarcação territorial de Cuauhtémoc. A estação registrou um movimento de 11.425.327 passageiros em 2016.